# Расулоф, Мохаммад
Мохаммад Расулоф (перс. محمد رسولاف‎; род. 1972, Шираз, Иран) — иранский кинорежиссёр, сценарист и продюсер. Лауреат и номинант многочисленных фестивальных и профессиональных кинонаград.

## Биография
Мохаммад Расулоф родился в 1972 году в Ширазе, Иран. Изучал социологию в Тегеране. Сейчас живёт в Тегеране и Гамбурге (Германия).
Первый полнометражный художественный фильм Мохаммада Расулофа, «Сумерки» (Gagooman), вышел в 2002 году и был отмечен премией «Хрустальный Симург» как лучший фильм на Тегеранском кинофестивале «Фаджр» в 2003 году. Второй фильм режиссёра, «Железный остров» (Jazire-ye ahani), вышел в 2005 году. В 2009 году Расулоф срежиссировал ленту «Белые луга» (Keshtzarha-ye sepid).
В 2010 году Мохаммад Расулоф был арестован на съёмочной площадке и был обвинён в съёмках без полученного на то разрешения. Он был осуждён иранскими властями до шести лет лишения свободы. Впоследствии срок был сокращён до одного года и Расулоф был выпущен под залог.
Премьера ленты Мохаммада Расулофа «Прощай» (Bé omid é didar) состоялась на 64-м Каннском международном кинофестивале, где она участвовала в секции «Особый взгляд» и получила приз за режиссуру. Его следующий фильм, «Рукописи не горят» (Dast-neveshtehaa nemisoosand), также принимал участие в секции «Особый взгляд» на 66-м Каннском кинофестивале 2013, получив Приз ФИПРЕССИ.
Фильм Расулофа «Неподкупный» (Lerd) получил главный приз «Особого взгляда» на 70-м Каннском международном кинофестивале в 2017 году.
В 2020 году фильм Расулофа «Здесь нет зла» был удостоен «Золотого медведя» 70-го Берлинского кинофестиваля.
В марте 2020 года Расулоф был приговорен к одному году заключения по обвинению в антиправительственной пропаганде.